# Liste der Baudenkmale in Hemslingen
In der Liste der Baudenkmale in Hemslingen sind alle Baudenkmale der niedersächsischen Gemeinde Hemslingen aufgelistet. Die Quelle der Baudenkmale ist der Denkmalatlas Niedersachsen. Der Stand der Liste ist der 8. November 2020.

## Allgemein
In den Spalten befinden sich folgende Informationen:
- Lage: die Adresse des Baudenkmales und die geographischen Koordinaten. Kartenansicht, um Koordinaten zu setzen. In der Kartenansicht sind Baudenkmale ohne Koordinaten mit einem roten Marker dargestellt und können in der Karte gesetzt werden. Baudenkmale ohne Bild sind mit einem blauen Marker gekennzeichnet, Baudenkmale mit Bild mit einem grünen Marker.
- Bezeichnung: Bezeichnung des Baudenkmales
- Beschreibung: die Beschreibung des Baudenkmales. Unter § 3 Abs. 2 NDSchG werden Einzeldenkmale und unter § 3 Abs. 3 NDSchG Gruppen baulicher Anlagen und deren Bestandteile ausgewiesen.
- ID: die Objekt-ID des Baudenkmales
- Bild: ein Bild des Baudenkmales, ggf. zusätzlich mit einem Link zu weiteren Fotos des Baudenkmals im Medienarchiv Wikimedia Commons. Wenn man auf das Kamerasymbol klickt, können Fotos zu Baudenkmalen aus dieser Liste hochgeladen werden:

## Hemslingen

### Gruppe: Hofanlage Elisabethstraße 7
Die Gruppe „Hofanlage Elisabethstraße 7“ besteht aus einer Anlage des 17. Jahrhunderts. Sie hat die ID 48507206.

| Lage                                         | Bezeichnung              | Beschreibung | ID       | Bild |
| -------------------------------------------- | ------------------------ | --- | -------- | ---- |
| Elisabethstraße 7 53° 5′ 15″ N, 9° 36′ 23″ O | Wohn-/Wirtschaftsgebäude | Zweiständer-Hallenhaus aus der zweiten Hälfte des 17. Jahrhunderts mit reetgedeckten Krüppelwalmdach                                                          | 48346878 |      |
| Elisabethstraße 7 53° 5′ 14″ N, 9° 36′ 24″ O | Brunnen                  | Vierteilig eingefasster Sandsteinbrunnen von 1748 mit Inschrift Anna Maria Bleckwehls                                                                         | 48507308 |      |
| Elisabethstraße 7 53° 5′ 14″ N, 9° 36′ 23″ O | Wohnhaus                 | Zweigeschossiges Backsteingebäude von 1926 mit Mansarddach; wegen Änderungen 1986 aus dem Denkmalverzeichnis gestrichen                                       | 48505482 | BW   |
| Elisabethstraße 7 53° 5′ 14″ N, 9° 36′ 23″ O | Scheune                  | Fachwerkscheune vo um 1890 mit Satteldach, wegen Änderungen 2020 aus dem Denkmalverzeichnis gestrichen                                                        | 48505831 | BW   |
| Elisabethstraße 7 53° 5′ 15″ N, 9° 36′ 23″ O | Stall                    | Backsteinstall für Schweine von um 1900 mit Satteldach; wegen Änderungen 2020 aus dem Denkmalverzeichnis gestrichen                                           | 48505777 | BW   |
| Elisabethstraße 7 53° 5′ 16″ N, 9° 36′ 24″ O | Backhaus                 | Das eingeschossige Backsteingebäude unter einem Satteldach wurde im 17. Jahrhundert errichtet und 1995 abgebrochen und aus dem Denkmalverzeichnis gestrichen. | 48506595 | BW   |

### Einzelbaudenkmale
| Lage                                         | Bezeichnung | Beschreibung                                                                | ID       | Bild |
| -------------------------------------------- | ----------- | --------------------------------------------------------------------------- | -------- | ---- |
| Neuenlander Weg 7 53° 5′ 16″ N, 9° 36′ 27″ O | Speicher    | Zweigeschossiger Fachwerkspeicher (Treppenspeicher) von 1761 mit Satteldach | 31026106 |      |

## Söhlingen

### Einzelbaudenkmale
| Lage                                           | Bezeichnung              | Beschreibung | ID       | Bild |
| ---------------------------------------------- | ------------------------ | --- | -------- | ---- |
| Söhlinger Straße 51 53° 4′ 45″ N, 9° 36′ 55″ O | Wohn-/Wirtschaftsgebäude | Zweiständer-Hallenhaus von 1837 mit reetgedecktem Krüppelwalmdach unter Verwendung eines Gerüsts aus dem 17. Jahrhundert sowie Niedersachsengiebel | 31026127 | BW   |